# Jun’ya Koga
Jun’ya Koga (jap. 古賀淳也 Koga Jun’ya; ur. 19 lipca 1987 w Kumagayi) – japoński pływak specjalizujący się w stylu grzbietowym, mistrz świata i rekordzista Azji.
Największy indywidualny sukces odniósł w mistrzostwach świata w 2009 w Rzymie wygrywając wyścig na 100 m stylem grzbietowym i ustanawiając nowy rekord mistrzostw z wynikiem 52,26 s. Jest mistrzem igrzysk azjatyckich w 2006 roku w wyścigu na 50 m grzbietowym (to samo osiągnięcie powtórzył na igrzyskach rozgrywanych w 2010 i 2014 roku) i czterokrotnym mistrzem Japonii na dystansach 50 i 100 m stylem grzbietowym.
W marcu 2018 roku dwukrotnie uzyskał pozytywny wynik kontroli antydopingowej, a w listopadzie tego samego roku został z tego powodu zdyskwalifikowany na cztery lata. Po odwołaniu do Sportowego Sądu Arbitrażowego okres dyskwalifikacji zmniejszono do dwóch lat.